# Manifesto Debian

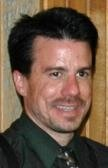
Ian Murdock, fondatore del Debian Project e autore del manifesto.

Il manifesto Debian è un documento scritto da Ian Murdock e revisionato il 6 gennaio del 1994, in contemporanea con l'uscita di Debian 0.91, per riassumere gli scopi e la filosofia di questo nuovo sistema operativo unix-like nato dall'unione del sistema operativo GNU con il kernel Linux.

## Contenuto
Il manifesto era diviso in tre sezioni; tra i punti più importanti, l'apertura dello sviluppo a tutta la comunità informatica e la collaborazione con la Free Software Foundation; l'intenzione di creare una distribuzione "Debian Linux" facile da utilizzare e ben mantenuta senza mai diventare un prodotto commerciale; il continuo sviluppo del sistema con la possibilità di competere sul libero mercato.

### Maturazione
Così come altri manifesti, il progetto Debian ha subito una significativa maturazione rispetto agli scopi e alla filosofia originariamente prefissati. Un esempio è l'ambigua allusione di non voler mai essere un prodotto commerciale. Tale considerazione è considerabile come un divieto di utilizzo per scopi commerciali, in contrasto con il fatto che un software libero e una licenza libera non possono porre questo tipo di restrizioni.
Alcuni pensieri mancanti nel manifesto originale diventarono invece i tratti più caratteristici di Debian. Un esempio è la sua universalità, da intendersi con il supporto di una notevole quantità di architetture mantenendo per tutte una grande quantità di software libero compilato nativamente per ognuna di esse. In questo senso anche gli «sforzi verso la realizzazione di un sistema operativo composto interamente di software libero», seguendo i passi del progetto GNU, non era originariamente nel manifesto, così come il supporto per diversi altri kernel oltre che a Linux. Anche l'adozione della denominazione "GNU/Linux" non era prevista nel manifesto, cosa che invece è mantenuta per differenziare Debian GNU/Linux da Debian GNU/Hurd, Debian GNU/kFreeBSD, ecc.